# برنامج إيقاع الطريق: الموسيقى الأمريكية في الخارج
إيقاع الطريق: الموسيقى الأمريكية في الخارج هو برنامج يقدم ماقيمته 1500000 $ سنويا في إطار برنامج التبادل الثقافي للموسيقيين بتمويل جزئي من قبل الولايات المتحدة وزارة الخارجية ومكتب الشؤون التعليمية والثقافية . هذا البرنامج بالشراكة مع Jazz and Lincoln Center . إذ يوفر فرصة للموسيقيين الأمريكيين للوصول إلى مناطق في العالم قد لا يحبها المجتمع والثقافة الأمريكية بشكل خاص. فمنذ انطلاقه في عام 2005 ، شارك حوالي 150 موسيقيًا في في برنامج طريق الإيقاع، وسافروا إلى أكثر من 100 دولة حول العالم. ترسم وزارة الخارجية رابطًا مباشرًا بين هذا البرنامج وبرنامج سفراء الجاز خلال حقبة الحرب الباردة ، عندما قامت أساطير الجاز مثل Dizzy Gillespie و Louis Armstrong و Dave Brubeck بجولات عالمية نيابة عن وزارة الخارجية.
بالإضافة إلى الأداء للجماهير الأجنبية، يقود الموسيقيون الذين يشاركون في هذا البرنامج ورش عمل وفصول لتعليم السكان المحليين في آلاتهم الموسيقية.

## روابط خارجية
- صفحة إيقاع الطريق
- The Rhythm Road on CBS Sunday Morning